# 秦语鹿
秦语鹿（1998年8月10日—），曾用名秦牛正威，曾用艺名萌鹿Yoki，中国大陆女歌手及演员，现就读于北京电影学院。2017年，以你的宝贝女团成员身份正式出道。2020年初，参加爱奇艺选秀节目《青春有你第二季》，最终位居第42名。

## 演藝經歷
1998年8月10日，秦牛正威出生于河南省南阳市。
2016年11月，秦牛正威报名参加“你的宝贝”网红直播女团海选活动。2017年7月，她正式成为“你的宝贝”女团中的一员（艺名“萌鹿Yoki”），由此进入演艺圈。然而，她的发展不太顺利，于是重新选择了复读。同年，她在上海外滩拍摄的一段抖音短视频走红网络，网友称其为“回眸妹妹”。
2018年，她在表演专业省统考中以186分的成绩位居南阳市第一名，拥有中国传媒大学播音合格证、北京电影学院表演专业合格证。后来，她选择就读北京电影学院，与青年演员吴磊、宋祖儿同期，也曾在节目上和同校女星关晓彤同框。在电视剧《延禧攻略》中，她饰演一位小宫女，还为聚美App代言。
2020年1月，以训练生身份参加爱奇艺偶像女团竞演养成类真人秀节目《青春有你》第二季。她在初评级环节和搭档杨宇彤共同演唱袁娅维的歌曲《旅行中忘记》，展示完舞蹈solo之后被评级为D班。5月，《青春有你》第二季第二次综合评价排名结果公布，她无缘35强而被淘汰。随后，她参演抗击2019冠状病毒病疫情电影《平凡世界》，开设喜马拉雅FM音频节目《Reader是怎样念成的》。6月9日，发表第一首个人单曲《人生巧克力》。

## 音樂作品
| 發行日期 | 歌曲名稱                                                      | 備註                           |
| 2020年   | 《让世界充满爱》 （合作演唱者：《青春有你》第二季其余训练生） | 青春有你“战疫”MV               |
| 2020年   | 《人生巧克力》                                                | 首支个人单 参与填词            |
| 2020年   | 《小期待》                                                    | 網易雲音樂“夏日主打歌”特別企劃 |
| 2020年   | 《星星不說話》                                                | 與吳岱林合作                   |
| 2021年   | 《陪你去闯》                                                  | 與葛兆恩合作                   |

### 《青春有你 (第二季)》表演曲目
| 發行日期      | 歌曲資料 | 備註     |
| 2020年3月19日 | 《旅行中忘記》 - 歌曲說明：初等級舞台 - 原唱:袁婭維 - 合作演唱者：楊宇彤                                            | 第三期   |
| 2020年3月26日 | 《Melody》 - 歌曲說明：第一次公演（位置測評考核） - 原唱者：陶喆 - 合作演唱者：乃萬、李依宸、黃一鳴、李熙凝、未書羽 | 第五期   |
| 2020年4月5日  | 《YES！OK！》 - 歌曲說明：節目官方主題曲 - 原創歌曲 - 合作演唱者：全體訓練生                                        | 第八期   |
| 2020年4月16日 | 《有點甜》 - 歌曲說明：第二次公演（小組对决考核） - 原唱者：汪蘇瀧、BY2 - 合作演唱者：費沁源、朱林雨、傅如喬、林凡  | 第十一期 |
| 2020年4月25日 | 《想見你想見你想見你》 - 歌曲说明：練習室小組對決 - 原唱者：八三夭樂團 - 合作演唱者：傅如喬、張鈺、趙小棠、乃萬     | 第十四期 |

## 影視作品

### 电视剧
| 播出年份 | 頻道       | 節目名稱                    | 角色   | 備註                          |
| 2018年   | 愛奇藝     | 《延禧攻略》                | 小宫女 | 亦在片中小剧场为聚美App做广告 |
| 2021年   | 抖音       | 《为什么还要过年啊》        | 牛小小 | 微短剧                        |
| 2021年   | 抖音       | 《男翔技校》                | 蕭子惠 | 微短劇                        |
| 2021年   | 北京衛視   | 《亲爱的爸妈》              | 江雪   |                               |
| 2023年   | 愛奇藝     | 《锦鲤是个技术活》          | 曹佳兒 | 网络剧                        |
| 2025年   | 騰訊視頻   | 《春来定风波》              | 连晚棠 | 网络剧                        |
| 2025年   | 抖音       | 《往来皆是客》              | 章雅琪 | 短剧                          |
| 2025年   | 紅果短劇   | 《诱吻清月》                | 程子薰 | 短剧                          |
| 2025年   | 紅果短劇   | 《云中锦书》                | 沈书榕 | 短剧                          |
| 待播     |            | 《海棠花开炊烟起》          | 董婉婉 | 网络剧                        |
| 待播     |            | 《弑流年》                  |        | 短剧                          |
| 待播     |            | 《反派:我的弟弟是天选之子》 | 林芯儿 | 短剧                          |
| 待播     | 《甜秘密》 |                             |        |                               |
| 待播     |            | 《天命成凰》                | 秦王妃 | 网络剧                        |
| 待播     |            | 《当星光坠入花海》          |        | 短剧                          |

### 电影
| 播出日期 | 節目名稱     | 角色   | 主要合作演員                       | 備註                                    |
| 2021年   | 《勇敢的你》 | 管艺超 | 陈乔恩、张伦硕、赵天宇等           | 首部电影作品 抗击2019冠状病毒病疫情电影 |
| 2023年   | 《好漢饒命》 | 王婉兒 |                                    | 网络电影                                |
| 2023年   | 《地师传人》 | 云久儿 | 杨廷东、周展翅等                   | 网络电影                                |
| 2024年   | 《飞来横财》 | 林曼   | 曹瑞、小沈阳、贾冰、许君聪、修睿等 | 网络电影                                |
| 待播     | 《志怪之書》 |        |                                    |                                         |
| 待播     | 《作妖》     | 胡璐瑤 |                                    |                                         |

### 话剧
| 年份   | 日期   | 話劇名稱 | 角色 | 地點 | 備註 |
| 2024年 | 4月4日 | 名優之死 |      | 上海 |      |

## 綜藝節目

### 固定綜藝
| 播出年份 | 日期     | 節目名稱         | 備註 |
| 2020年   | 3月12日  | 《青春有你2》    |      |
| 2020年   | 10月9日  | 《火星情报局》   |      |
| 2021年   | 10月31月 | 《蜜食記第七季》 |      |
| 2022年   | 5月23月  | 《想見你》       |      |
| 2022年   | 8月30日  | 《漂亮的推理》   |      |

## 公开活动

### 時尚盛典/頒獎典禮
| 年份   | 日期     | 播放平台 | 主題             | 备注 |
| 2020年 | 12月5日  | CCTV-6   | 海南島國際電影節 |      |
| 2020年 | 12月19日 | 搜狐     | 搜狐時尚盛典     |      |

### 晚會
| 年份   | 日期     | 播放平台 | 主題                                   | 备注                                       |
| 2020年 | 12月11日 | 湖南衛視 | 拼多多12.12超拼夜                      | 與馮提莫、蔡卓宜、賴美雲演唱《好漢走四方》 |
| 2021年 | 2月4日   | 央視新聞 | 過招·牛人之夜                          |                                            |
| 2021年 | 2月10日  | 河南衛視 | 河南省春節晚會2021"當潮不讓·你好·牛”   |                                            |
| 2021年 | 2月12日  | 愛奇藝   | 百花迎春——中國文學藝術界2021春節大聯歡 |                                            |

## 社會活动
| 年份 | 日期    | 机构       | 活動名称         | 备注       |
| 2021 | 4月23日 | 中國青年報 | 雛鳥伴飛公益計劃 | 公益助力官 |

## 人物事件

### 个人生活
2019年8月30日，秦牛正威与男星吴亦凡亲密牵手同行的照片在网络上流传，疑似两人视频聊天的短片亦被曝光。次日，秦牛正威发文否认恋情，称“一直很尊重吴老师，没交往，没视频（影片），没故事”，但遭到多数网民的质疑。
2021年吴亦凡涉嫌强奸案发生后，秦牛正威於微博回应两年前與吳亦凡的恋情风波。文中提到，当时有人带着羞辱的话给她转账0.01元，也有人替她申请退学。她不否认因此获得的知名度与流量，但这并非自己的初衷与选择。她还表示：“我不怕被定义，因为我早就接受被一览无遗。今天终于畅快地说完这些，不会再提，也将彻底放下，好好的做自己。”
2023年7月4日，秦牛正威改名为秦语鹿。

### 网络迷因
《青春有你》第二季第五期节目播出后，秦牛正威与同组训练生李熙凝在准备rap位置测评时的说唱片段成为网络迷因。这缘于她们的说唱技术欠佳，听感偏向朗诵，令说唱导师Jony J感到无奈。